# Мала (Синельникове)
Ма́ла — район міста Синельникове. Назва «Мала» (станція) закріпилася за районом з обох боків залізничної станції Синельникове-2. Станція називалася малою в порівнянні з «Великою» Синельникове-1.
Район розташований на захід від центра міста. Тут знаходиться один з трьох кінотеатрів міста. На південь від району знаходиться центральний базар і стадіон «Локомотів».